# Eva Logar
Eva Logar, slovenska smučarska skakalka, * 8. marec 1991, Ljubljana.
Eva Bastardi (dekliško Logar) je nekdanja smučarka skakalka, bila je članica kluba SSK Sam Ihan in slovenske skakalne reprezentance ter udeleženka Zimskih olimpijskih iger 2014.

## Tekmovalna kariera
Na mednarodnih tekmah se je prvič pojavila leta 2003 na tekmah FIS v starosti komaj 12 let.

### Celinski pokal, 2005-11
Na tekmah kontinentalnega pokala je prvič nastopila 16. januarja 2005 v Planici in zasedla 17. mesto. S tem so se začeli za Evo redni nastopi v tem tekmovanju, ki je bilo takrat najmočnejše mednarodno tekmovanje za ženske. In Eva se je na teh tekmah redno uvrščala med dobitnice točk. V premierni sezoni 2004-05 je nastopila na štirih tekmah in na koncu zasedla 32. mesto za osvojenih 36 točk. V naslednji sezoni, to je bilo 2005-06, je ponovno redno zasedala mesta, ki prinašajo točke in se tudi prvič uvrstila med najboljšo deseterico. V seštevku sezone je bila skupno na 24. mestu z osvojenimi 139 točkami. V tej sezoni je nastopila še na tekmi posameznic svetovnega mladinskega prvenstva, ki je bilo organizirano v domačem Kranju. Njen dosežek je bil uvrstitev na sedmo mesto.
Tudi v sezoni 2006-07 je v starosti 16 let pridno nabirala redne uvrstitve med dobitnicami točk in tekmovanje kot druga najboljša Slovenka zaključila s 243 točkami in končnim 18. mestom. Najboljša uvrstitev sezone ji je uspela na tekmah 5. in 6. marca v japonskem Zaoju, ko je bila deseta in deveta. Enako je nadaljevala v naslednji sezoni, 2007-08, ko je ponovno kot druga najboljša Slovenka bila na koncu 21. s 187 osvojenimi točkami. Sledila je sezona 2008-09 v kateri je nekoliko nazadovala. Še vedno se je sicer uvrščala na mesta, ki prinašajo točke le da bolj na njihovo začelje. Je pa to spremenila proti koncu sezone in dosegla nekaj solidnih rezultatov. Najprej je bila doma v Ljubnem petnajsta in trinajsta, nato pa še deveta v poljskih Zakopanih. Skupno je tako zasedla 33. mesto za osvojenih 99 točk.

#### Najbolje uvrščena Slovenka
Sledili sta za Logarjevo najboljši sezoni, ko je nadaljevala z rezultati iz konca prejšnje sezone. Začela se je dokaj redno uvrščati med najboljšo deseterico in bila najboljša ponovno ob koncu sezone, ko je tudi prvič stopila na oder za zmagovalke. To je bilo 7. marca 2010 v Zakopanih, ko je bila tretja. Tako je sezono 2009-10 kot najboljša Slovenka zaključila skupno na 4. mestu s 632 točkami. V naslednjem letu je bila še boljša. Rednemu uvrščanju med deseterico je dodala še tu in tam s kako uvrstitvijo na stopničke. Le zmagati ji ni uspelo. Tako je bila na koncu zopet kot najboljša Slovenka celo tretja v seštevku sezone s 704 osvojenimi točkami.
Skupno je dosegla na tekmovanjih za celinski pokal pet uvrstitev na stopničke, eno drugo in štiri tretja mesta.

### Svetovni pokal, 2012-17
Novembra 2012 se je Eva udeležila krstnih nastopov v svetovnem pokalu. To je bilo na norveškem v Lillehammerju, kjer je najprej nastopila na tekmi ekip, nato pa na tekmi posameznic zasedla 20. mesto. Na nekaj naslednjih tekmah je dosegala podobne uvrstitve nakar je 2. februarja 2013 v japonskem Saporu zasedla 4. mesto. in z njim svojo najboljšo uvrstitev na tekmah med elito. V naslednji sezoni, to je 2013-14, se je ponovno uvrščala med dobitnice točk in večkrat tudi med prvo deseterico. Uvrstitev sezone je dosegla v Planici kjer je bila šesta. Na koncu je v skupnem seštevku bila solidna sedemnajsta.
Leta 2014 je nastopila na prvi tekmi za ženske v smučarskih skokih v zgodovini olimpijskih iger na srednji skakalnici in osvojila 27. mesto. 
V nadaljevanju so Evini rezultati nekoliko padli. Sicer se je še vedno uvrščala med dobitnice točk le da bolj na mesta v drugi polovici trideseterice. Tako je bila v sezoni 2014-15 na koncu enaindvajseta s 142 osvojenimi točkami. V sezoni 2015-16 pa je še nekoliko padla na lestvici in bila na koncu šestindvajseta z le 106 točkami.
Avgusta 2017 je na končala svojo športno kariero v starosti 26 let.

## Dosežki v svetovnem pokalu

### Uvrstitve po sezonah
| Sezona  | Uvrstitev | Točke |
| ------- | --------- | ----- |
| 2012-13 | 15.       | 284   |
| 2013-14 | 17.       | 289   |
| 2014-15 | 21.       | 142   |
| 2015-16 | 26.       | 106   |
| 2016-17 | 37.       | 57    |